# Страсть и власть (телесериал, 2015)
«Страсть и власть» (исп. Pasión y poder) — мексиканская теленовелла 2015 года, производства телекомпании Televisa. Главные роли исполнили Хорхе Салинас, Фернандо Колунга, Сусана Гонсалес и Марлен Фавела. Теленовелла является ремейком одноимённого телесериала 1988 года с Дианой Брачо, Карлосом Брачо, Энрике Роча и Клаудией Ислас в главных ролях. Сериал был показан с 5 октября 2015 года по 10 апреля 2016 года на телеканале Canal de las Estrellas.

## Сюжет
Эладио Гомес Луна (Фернандо Колунга) и Артуро Монтенегро (Хорхе Салинас) заклятые враги ещё с юношества. Они соперничают друг с другом, стремясь получить полный контроль, как в деловом мире, так и в завоевании любви Хулии (Сусана Гонсалес).
В молодости Хулия и Артуро собирались пожениться, однако Артуро ей изменил во время своей пьянки с друзьями. Хулия, узнав о том, что девушка с которой переспал Артуро забеременела, желая причинить жениху боль, выходит замуж за Эладио, несмотря на то, что не любила его. Эладио не просто получает женщину своей мечты, но и использует прекрасную возможность досадить сопернику, женившись на его невесте.
Хулия надеялась, что со временем сможет полюбить Эладио, однако его больная одержимость ею не позволяет ему завоевать сердце жены. Ситуацию усугубляется тем, что Эладио насилует Хулию в первую брачную ночь. Спустя время, преждевременно рождается Давид (Хосе Пабло Минор) и Эладио решает, что это ребёнок Артуро. Отказываясь делать тест ДНК, Эладио отдаляет Давида от семьи.
В то же время, овдовев, Артуро узнаёт, что Хулия беременна от Эладио и женится на Нине (Марлен Фавела), красивой, легкомысленной и амбициозной женщине, которая рожает ему троих детей: Эрика (Алехандро Нонес), Даниэлу (Ирина Баева) и Рехину (Мишель Рено).
Желая превзойти Эладио, Артуро полностью уходит в работу, оставив заниматься воспитанием детей Нине. Однако, результаты воспитания не утешительны. Эрик и Даниэла выросли капризными и безответственными, сама Нина пренебрегает Рехиной, а пасынок Мигель (Яума Матеу) для неё всего лишь досадное недоразумение.
Тем не менее, безразличие матери не мешает Рехине стать прекрасным архитектором. Она выигрывает конкурс, по результатам которого начинает работу над проектом вместе с Давидом Гомесом Луной. С первого взгляда Рехину и Давида тянет друг к другу. Даже зная о взаимной ненависти их отцов, они влюбляются.
Судьба вновь сталкивает Артуро и Эладио лицом к лицу, вновь возрождается их соперничество за любовь Хулии. Эладио знает, что в глубине души, Хулия всё ещё любит Артуро, однако делает всё возможное, чтобы удержать её рядом с собой. В свою очередь, Нина также не готова отказаться от мужа, лишиться роскоши и материальных благ к которым привыкла. Нина сближается с Эладио, чтобы разлучить Хулию и Артуро.

## В ролях
- Хорхе Салинас - Артуро Монтенегро
- Фернандо Колунга - Эладио Гомес Луна
- Сусана Гонсалес - Хулия Вайядо де Гомес Луна
- Марлен Фавела - Эрнестина "Нина" Перес де Монтенегро
- Мишель Рено - Рехина Монтенегро
- Альтаир Харабо - Консуэло Мартинес
- Хосе Пабло Минор - Дэвид Гомес Луна
- Алехандро Нонес - Эрик Монтенегро
- Данило Каррера - Франко Эррера
- Фабиола Гуахардо - Габриэла Диас
- Марко Мендес - Агустин Орнелас
- Яума Матеу - Мигель Монтенегро
- Энрике Монтаньо - Хустино
- Джеральдо Альбарран - Эль Кайяо
- Борис Дафлос - Франсиско
- Ракель Ольмедо - Хисела Фуэнтес
- Луис Баярдо - Умберто Вайадо
- Алехандро Арагон - Альдо
- Ракель Гарза - Петра / Саманта
- Эрика Гарсия - Марибель
- Ирина Баева - Даниэла Монтенегро
- Пилар Эскаланте - Анхелес
- Оскар Медельин - Джошуа Соларес
- Даниэла Фридман - Маринтия
- Хорхе Боланьос - Сантос
- Виктория Камачо - Монсеррат Морет
- Хема Гароа - Клара Альварес
- Иссабела Камил - Каридад

## Персонажи
- Эладио Гомес Луна (Фернандо Колунга): привлекательный мужчина. Жесток и решителен. Гениален в бизнесе. Высокомерно ведёт себя с женой Хулией, которую искренне любит, но не может добиться от неё взаимности. С молодых лет враждует с бывшим женихом Хулии, Артуро Монтенегро, которого пытается уничтожить любой ценой. Подозревает, что его сын Давид, результат измены Хулии с Артуро. Отрицает, несмотря на очевидное сходство, что Франко его родной сын, рождённый Каридад.
- Хулия Вайядо де Гомес(Сусана Гонсалес): красивая, щедрая, честная и бескорыстная. В молодости любила Артуро, но отказалась от него, когда он ей изменил, так как женщина с которой он переспал, оказалась беременной. Согласилась выйти замуж за Эладио, несмотря на то, что не любила его, надеясь, что любовь всё же проснется. Однако, брак оказался неудачным. Причина, по которой она остаётся с мужем — не допустить его отказ от их единственного сына Давида. Любовь к сыну и Артуро помогают ей выдержать всё.
- Артуро Монтенегро (Хорхе Салинас): харизматичный, красивый и добрый. Совершил большую ошибку, изменив любимой женщине Хулии. Прекрасно справляется с управлением собственного бизнеса. Соперничает с Эладио Гомесом Луной. Отец Мегеля — сына от первого брака, а так же Эрика, Рехины и Даниэлы — детей от брака с Ниной, женщины которую он на самом деле не любит. Его две основные цели в жизни: вернуть любовь Хулии и обыграть Эладио в бизнесе.
- Давид Гомес Луна Вайядо (Хосе Пабло Минор): добрый и щедрый, с открытым сердцем, несмотря на то, что из состоятельной семьи. Любит родителей — Хилию и Эладио. Долгое время жил отдельно. Работая с Рехиной, безумно в неё влюбляется. Ради Рехины борется с взаимной враждой между их семьями, а также противостоит интригам Даниэлы.
- Эрнестина «Нина» Перес де Монтенегро (Марлен Фавела): очаровательная женщина. Любит быть в центре внимания. Легкомысленна, кокетлива, высокомерна и тщеславна. Тем не менее, любит своего мужа Артуро Монтенегро. Благодарна ему за своё социальное положение. Родила троих детей: Эрика, Рехину и Даниэлу. К её большому сожалению, ей так же приходится воспитывать пасынка Мигеля. Ненавидит Хулию, так как знает, что Артуро все ещё её любит. Заключает союз с Эладио, чтобы помешать, им быть вместе.
- Франко Эррера Фуэнтес (Данило Каррера): шовинист, манипулятор и эгоист. Сын Каридад и Эладио. Отец для него объект для подражания, несмотря на то, что тот пренебрегает им, называя его крестником. Парень Габриэлы, племянницы Хулии. Изменяет ей с секретаршей «крестного». Хочет быть хозяином всего и ненавидит Давида. Затеял мошеннические схемы, чтобы уничтожить Эладио, но поплатится за это, когда афера раскроется.
- Рехина Монтенегро Перес (Мишель Рено): красива и молода, щедра и добродушна. Для неё в первую очередь важна душа человека, а не его внешность. Именно поэтому её мать Нина и сестра Даниэла насмехаются над ней. Влюбляется в Давида Гомеса Луну, с которым их сталкивает судьба во время работы над одним из проектов. Готова бороться за своё счастье, в плоть до того, чтобы противостоять семье.
- Эрик Монтенегро Перес (Алехандро Нонес): старший сын Артуро и Нины. В детстве его баловали и чрезмерно опекали, в результате вырос грубым и капризным. Все эти качества в полной мере проявились, когда он женился на Консуэло. Пренебрегает ей и оскорбляет за её скромное происхождение, кроме того изменяет ей с Монсеррат. Под влиянием матери презирает сестру Рехину и ещё большее презрение выражает сводному брату Мигелю.
- Мигель Монтенегро Фереро (Яума Матеу ): сын Артуро и Сусаны. Красивый и одинокий, немного застенчивый. О нём заботился отец, после смерти матери, которая умерла во время родов. Несмотря на любовь Артуро, ощущает, что отец винит его в том, что потерял Хулию. Мачеха Нина относится к нему высокомерно, воспринимая его как нечто, мешающее её семейному благополучию. Влюблён в Консуэло, супругу сводного брата Эрика.
- Консуэло Мартинес (Альтаир Харабо): сирота бедного происхождения. Красивая и добродушная. Работала моделью в компании Монтенегро, где и познакомилась с Эриком. Вскоре вышла за него замуж, ошибочно считая, что нашла настоящую любовь. Её жизнь превращается в ночной кошмар, достигший кульминации, когда она понимает, что беременна. Находится в прекрасных отношениях с деверем Мигелем, предложивший ей свою любовь, которую она всегда искала.
- Августин Орнелас (Марко Мендес): образованный, интеллигентный, зрелый и здравомыслящий. Лучший друг Артуро, одновременно с этим юрист и партнер компании Монтенегро. Советует Артуро не делать глупостей при попытках вновь возобновить отношения с Хулией. Стремиться смягчить отношения между семьями Монтенегро и Гомес Луна. В прошлом встречался с Амандой, сестрой Хулии, матерью Габриэлы. Одиночка и убеждённый холостяк. Встретившись с Габлиэлой испытывает к ней большую привязанность. Защищает её от презрения Франко и жестокости Эладио.
- Габриэла Диас (Фабиола Гуахардо): молода, очаровательна и романтична. Не любит спокойствие провинции, где живут её родители, поэтому переехала к тёте Хулии, для которой становится лучшим другом и доверенным лицом. Остаётся в неведении истинных намерений своего парня Франко. В тот момент, когда узнаёт о возродившихся чувствах между Хулией и Артуро, оказывается в центре событий. Ей необходимо принять решение, на чьей она стороне: прагматизма или любви.
- Даниэла Монтенегро Перес (Ирина Баева): молодая девушка без каких-либо целей в жизни. Самая младшая в семье Монтенегро. Её жизненная позиция состоит в том, что нужно наслаждаться сегодняшним днем, получать максимум удовольствия и не думать о последствиях. Из прихоти срывает помолвку своей сестры Рехины. Обольстив Давида Гомеса Луну, открыто ему заявляет, что лишь развлекалась с ним. Однако, становится жертвой собственного сумасбродства влюбившись в него.
- Клара Альварес (Хема Гароа): молодая девушка, работающая менеджером в компании Гомес Луна. Воспитывалась вместе с Консуэло в одном приюте, где они стали друг другу как сёстры. Весёлая и прямолинейная. Преданная подруга. Живёт в бедном районе и дружит с Марибэль. Тайно влюблена во Франсиско, лучшего друга Давида. Благодаря этому в ней начинает проявляться желание преуспеть, что положительно влияет на её дальнейшую жизнь. В конце концов находит свою истинную любовь там, где даже не ожидала её встретить.
- Умберто Вайядо (Луис Баярдо): отец Хулии, дед Давида и Габриэлы. В Эладио видит сына, которого у него никогда не было. Консервативен и авторитарен. Привык делать то, что ему хочется. Поддерживает в Эладио его шовинистские наклонности и желание постоянно контролировать Хулию, поскольку считает, что именно так надо вести себя с женщинами. В прошлом был богатым властным человеком, но в настоящее время слаб здоровьем и проиграл свое состояние в азартных играх. Единственный интерес в жизни — собственное благополучие.
- Хисела Фуэнтес (Ракель Ольмедо): вредная и неприятная женщина. Вытягивает из Эладио деньги в обмен на сохранение тайны, которая может уничтожить его брак. Спустя 25 лет тайна вот-вот раскроется и ей приходится продумывать каждый шаг, чтобы продолжить всё скрывать, даже если это будет стоить счастья собственной дочери Каридад.
- Монсеррат Морет (Виктория Камачо): профессиональная модель — лицо компании Гомес Луна. Очень амбициозна и готова на всё, чтобы получить желаемое. Одновременно любовница Эладио и Эрика Монтенегро. Мечтает о том, что наконец-то, после развода Эрика, станет сеньорой Монтенегро.

## Награды и премии
| Год  | Наименование премии | Категория                         | Номинант                          | Итог      |
| ---- | ------------------- | --------------------------------- | --------------------------------- | --------- |
| 2016 | TvyNovelas          | Лучшая теленовелла года           | Pasión y poder                    | Победа    |
| 2016 | TvyNovelas          | Лучший актерский состав           | Pasión y poder                    | Победа    |
| 2016 | TvyNovelas          | Лучший актёр                      | Хорхе Салинас                     | Номинация |
| 2016 | TvyNovelas          | Лучший злодей                     | Фернандо Колунга                  | Победа    |
| 2016 | TvyNovelas          | Лучший заслуженный актёр          | Луис Баярдо                       | Номинация |
| 2016 | TvyNovelas          | Лучшая актёр созвезда             | Хосе Пабло Минор                  | Победа    |
| 2016 | TvyNovelas          | Лучшая актриса второго плана      | Фабиола Гуахардо                  | Победа    |
| 2016 | TvyNovelas          | Лучшее женское открытие           | Ирина Баева                       | Номинация |
| 2016 | TvyNovelas          | Лучшее мужское открытие           | Данило Каррера                    | Номинация |
| 2016 | Juventud            | Любимый главный герой             | Фернандо Колунга                  | Победа    |
| 2016 | Kids' Choice Awards | Мой любимый злодей                | Данило Каррера                    | Номинация |
| 2016 | Bravo               | Лучшая теленовелла                | Хосе Альберто Кастро              | Победа    |
| 2016 | Bravo               | Лучшая актриса                    | Сусана Гонсалес                   | Победа    |
| 2016 | Bravo               | Лучший актёр                      | Хорхе Салинас                     | Победа    |
| 2016 | Bravo               | Лучший актёр в отрицательной роли | Фернандо Колунга                  | Победа    |
| 2016 | Bravo               | Лучшая заслуженная актриса        | Ракель Ольмедо                    | Победа    |
| 2017 | ASCAP               | Телевидение                       | Хильберто Новело «Pasión y Poder» | Победа    |